# Codici ICAO S

## SA - Argentina
- SA10 Aeroporto civile, Estancia don Panos (sito informativo)
- SA11 Aeroporto civile, Campo Arenal (sito informativo)
- SA12 Aeroporto civile, Quemú Quemú (sito informativo)
- SA13 Aeroporto civile, Estancia la Estrella (sito informativo)
- SA14 Aeroporto civile, Miramar (sito informativo)
- SA15 Aeroporto civile, Lago Fagnano North (sito informativo)
- SA16 Aeroporto civile, La Puntilla (sito informativo)
- SA17 Aeroporto civile, Rio Cuarto Aeroclub (sito informativo)
- SA18 Aeroporto civile, Loncopue (sito informativo)
- SA19 Aeroporto civile, Puerto Deseado West (sito informativo)
- SA20 Aeroporto civile, Loma la Lata (sito informativo)
- SA21 Aeroporto civile, Veinticinco de Mayo (sito informativo)
- SA22 Aeroporto civile, Santa Victoria (sito informativo)
- SA23 Aeroporto civile, Apóstoles (sito informativo)
- SA24 Aeroporto civile, Calilegua (sito informativo)
- SA25 Aeroporto civile, Cañadón Seco (sito informativo)
- SA26 Aeroporto civile, Bella Vista (sito informativo)
- SA27 Aeroporto civile, Puerto Rosales (sito informativo)
- SA28 Aeroporto civile, Nanco Lauquen (sito informativo)
- SA29 Aeroporto civile, Choele Choel (sito informativo)
- SA30 Aeroporto civile, Colonia Catriel (sito informativo)
- SA31 Aeroporto civile, San Nicolás de los Arroyos (sito informativo)
- SA32 Aeroporto civile, Venado Tuerto (sito informativo)
- SA33 Aeroporto civile, Comandante Luis Pietrabuena (sito informativo)
- SA34 Aeroporto civile, Trelew Aeroclub (sito informativo)
- SA35 Aeroporto civile, Andalgalá (sito informativo)
- SA36 Aeroporto civile, Saladillo (sito informativo)
- SA37 Aeroporto civile, C Faa H R Borden (sito informativo)
- SA38 Aeroporto civile, Las Lajas (sito informativo)
- SA39 Aeroporto civile, Jujuy Aeroclub (sito informativo)
- SA40 Aeroporto civile, San Juan Aeroclub (sito informativo)
- SA41 Aeroporto civile, El Colorado (sito informativo)
- SA42 Aeroporto civile, Santa Maria (sito informativo)
- SA43 Aeroporto civile, Caviahue (sito informativo)
- SA44 Aeroporto civile, Belén (sito informativo)
- SA45 Aeroporto civile, Frías (sito informativo)
- SA46 Aeroporto civile, Fiambalá (sito informativo)
- SAAA Aeroporto civile, San Antonio de Areco (BA)
- SAAC (Codice IATA = COC) Aeroporto Comodoro Pierrestegui, Concordia (sito informativo)
- SAAG (Codice IATA = GHU) Aeroporto civile, Gualeguaychú (sito informativo)
- SAAI Aeroporto civile, Punta Indio (sito informativo)
- SAAJ (Codice IATA = JNI) Aeroporto civile, Junín (sito informativo)
- SAAM Aeroporto civile, Mazaruca (ER)
- SAAN Aeroporto civile, Pergamino (sito informativo)
- SAAP (Codice IATA = PRA) Aeroporto General Urquiza, Paraná (sito informativo)
- SAAR (Codice IATA = ROS) Aeroporto civile, Rosario (SF) (sito informativo)
- SAAU Aeroporto civile, Villaguay (ER)
- SAAV (Codice IATA = SFN) Aeroporto Sauce Viejo, Santa Fe (sito informativo)
- SABA (Codice IATA = BUE) Aeroporto Observatorio, Buenos Aires (BA)
- SABE (Codice IATA = AEP) Aeroporto AEROPARQUE Jorge NEWBERY, Buenos Aires (BA) (sito informativo)
- SACA Aeroporto CAP D OMAR DARIO GERARDI (sito informativo)
- SACC Aeroporto civile, Lacumbre
- SACD Aeroporto civile, Coronel Olmedo
- SACE Aeroporto della Escuela de Aviacion Militar (sito informativo)
- SACI Aeroporto Observatorio, Pilar
- SACL Aeroporto civile, Laguna Larga
- SACM Aeroporto civile, Vila General Mitre
- SACN Aeroporto civile, Ascochinga (CBA)
- SACO (Codice IATA = COR) Aeroporto Ambrosio L V Tavarella / PAJAS BLANCAS, Cordoba (CD) (sito informativo)
- SACP Aeroporto civile, Chepes
- SACQ Aeroporto civile, Monte Quemado
- SACS Aeroporto civile, Villa de Soto
- SACT (Codice IATA = GGS) Aeroporto Gobernador Gordillo, Chamical (sito informativo)
- SACV Aeroporto civile, Villa de Maria Del Rio Seco
- SADD Aeroporto civile, Buenos Aires Don Torcuato (sito informativo)
- SADF Aeroporto civile, San Fernando
- SADG Aeroporto civile, Monte Grande
- SADJ (Codice IATA = ENO) Aeroporto Dr. Mariano Moreno, Jose C. Paz (sito informativo)
- SADL (Codice IATA = LPG) Aeroporto Aerodromo Tolosa, La Plata (sito informativo)
- SADM (Codice IATA = MOR) Aeroporto civile, Morón (sito informativo)
- SADO Aeroporto Campo de Mayo (sito informativo)
- SADP Aeroporto civile, El Palomar (sito informativo)
- SADQ Aeroporto civile, Quilmes
- SADR Aeroporto civile, Merlo
- SADS Aeroporto civile, San Justo Aeroclub Argentino
- SADZ Aeroporto Aeroclub Univ. Rio, Matanza
- SAEZ (Codice IATA = EZE) Aeroporto EZEIZA - MINISTRO PISTARINI, Buenos Aires (BA) (sito informativo)
- SAFE (Codice IATA = SFN) Aeroporto Sauce Viejo, Santa Fe (SF)
- SAHC (Codice IATA = HOS) Aeroporto civile, Chos Malal (sito informativo)
- SAHR (Codice IATA = GNR) Aeroporto General Roca, Fuerte (RN) (sito informativo)
- SAHS (Codice IATA = RDS) Aeroporto Rincon de los Sauces (sito informativo)
- SAHZ (Codice IATA = APZ) Aeroporto civile, Zapala (sito informativo)
- SAMA Aeroporto civile, Gral Alvear
- SAMC Aeroporto civile, Cristo Redentore
- SAME (Codice IATA = MDZ) Aeroporto EL PLUMERILLO, Mendoza (MD) (sito informativo)
- SAMH Aeroporto civile, Valle Hermoso
- SAMI (Codice IATA = CPC) Aeroporto civile, San Martin de Los Andes (NE)
- SAMJ Aeroporto civile, Jachal
- SAMM (Codice IATA = LGS) Aeroporto civile, Malargue (MD) (sito informativo)
- SAMQ Aeroporto civile, Mendoza
- SAMR (Codice IATA = AFA) Aeroporto civile, San Rafael (MD) (sito informativo)
- SAMS (Codice IATA = BRC) Aeroporto Internazionale di San Carlos de Bariloche
- SAMU Aeroporto civile, Uspallata
- SANC (Codice IATA = CTC) Aeroporto civile, Catamarca (CA) (sito informativo)
- SANE (Codice IATA = SDE) Aeroporto civile, Santiago Del Estero (SE) (sito informativo)
- SANH (Codice IATA = RHD) Aeroporto Las Termas, Río Hondo
- SANI Aeroporto civile, Tinogasta (sito informativo)
- SANL (Codice IATA = IRJ) Aeroporto Capitan Vicente Almando, La Rioja (LR) (sito informativo)
- SANM Aeroporto civile, Pergamino-Saan
- SANO Aeroporto civile, Chilecito (sito informativo)
- SANT (Codice IATA = TUC) Aeroporto Teniente Benjamin Matienzo, Tucuman (TU) (sito informativo)
- SANU (Codice IATA = UAQ) Aeroporto civile, San Juan (SJ) (sito informativo)
- SANW (Codice IATA = CRR) Aeroporto civile, Ceres
- SAOC (Codice IATA = RCU) Aeroporto Area de Material, Rio Cuarto (CD) (sito informativo)
- SAOD (Codice IATA = VDR) Aeroporto civile, Villa Dolores
- SAOE Aeroporto civile, Embalse Rio Tercero
- SAOL Aeroporto civile, Laboulaye
- SAOM Aeroporto civile, Marcos Juárez (sito informativo)
- SAOR Aeroporto civile, Villa Reynolds (sito informativo)
- SAOS (Codice FAA = SRC) Aeroporto civile, Valle del Conlara (sito informativo)
- SAOU (Codice IATA = LUQ) Aeroporto civile, San Luis (sito informativo)
- SARC (Codice IATA = CNQ) Aeroporto civile, Corrientes (CR) (sito informativo)
- SARE (Codice IATA = RES) Aeroporto civile, Resistencia (CH) (sito informativo)
- SARF (Codice IATA = FMA) Aeroporto civile, Formosa (FO) (sito informativo)
- SARI (Codice IATA = IGR) Aeroporto INTERNATIONAL Cataratas del Iguazu, Iguazu (MI) (sito informativo)
- SARL (Codice IATA = AOL) Aeroporto civile, Paso de Los Libres (sito informativo)
- SARM (Codice IATA = MCS) Aeroporto civile, Monte Caseros (sito informativo)
- SARO Aeroporto civile, Ituzaingó
- SARP (Codice IATA = PSS) Aeroporto civile, Posadas (MI) (sito informativo)
- SARS (Codice IATA = PRQ) Aeroporto TERMAL, Presidencia Roque Sáenz Peña (sito informativo)
- SASA (Codice IATA = SLA) Aeroporto civile, Salta (SA) (sito informativo)
- SASJ (Codice IATA = JUJ) Aeroporto EL CADILLAL, Jujuy (PJ) (sito informativo)
- SASO (Codice IATA = ORA) Aeroporto civile, Orán (sito informativo)
- SASQ Aeroporto civile, La Quiaca Observatorio (sito informativo)
- SASR Aeroporto civile, Rivadavia
- SAST (Codice IATA = TTG) Aeroporto General Enrique Mosconi Tartagal (sito informativo)
- SATC (Codice IATA = CLX) Aeroporto civile, Clorinda
- SATD (Codice IATA = ELO) Aeroporto civile, Eldorado
- SATG (Codice IATA = OYA) Aeroporto civile, Goya (sito informativo)
- SATI Aeroporto civile, Bernardo de Irigoyen
- SATK (Codice IATA = LLS) Aeroporto Alferez Armando Rodriguez, Las Lomitas(sito informativo)
- SATM (Codice IATA = MDX) Aeroporto civile, Mercedes (sito informativo)
- SATO Aeroporto civile, Oberá (sito informativo)
- SATR (Codice IATA = RCQ) Aeroporto civile, Reconquista (sito informativo)
- SATU (Codice IATA = UZU) Aeroporto civile, Curuzú Cuatiá (sito informativo)
- SAVA Aeroporto civile, Piedra Del Aguila
- SAVB (Codice IATA = EHL) Aeroporto civile, El Bolson (sito informativo)
- SAVC (Codice IATA = CRD) Aeroporto General E. Mosconi, Comodoro Rivadavia (CB) (sito informativo)
- SAVD (Codice IATA = EMX) Aeroporto civile, El Maiten
- SAVE (Codice IATA = EQS) Aeroporto civile, Esquel (CB) (sito informativo)
- SAVH (Codice IATA = LHS) Aeroporto civile, Las Heras (sito informativo)
- SAVM Aeroporto civile, Lago Musters
- SAVN Aeroporto Antoine de St. Exupery (sito informativo)
- SAVO (Codice IATA = OES) Aeroporto civile, San Antonio Oeste
- SAVO Aeroporto civile, San Antonio Oeste Antoine de Ste.-Exupery
- SAVP Aeroporto civile, Paso de Indios
- SAVQ (Codice IATA = MQD) Aeroporto civile, Maquinchao
- SAVR (Codice IATA = ARR) Aeroporto civile, Alto Rio Senguerr
- SAVS (Codice IATA = SGV) Aeroporto civile, Sierra Grande
- SAVT (Codice IATA = REL) Aeroporto Almirante Zar, Trelew (CB) (sito informativo)
- SAVT Aeroporto civile, Trelleborg
- SAVV (Codice IATA = VDM) Aeroporto Gobernador Castello, Viedma (RN) (sito informativo)
- SAVY (Codice IATA = PMY) Aeroporto El Tehuelche, Puerto Madryn (CB) (sito informativo)
- SAWA (Codice IATA = ING) Aeroporto civile, Lago Argentino (SC)
- SAWB Aeroporto civile, Base Marambio
- SAWC (Codice IATA = ECA) Aeroporto civile, El Calafate (sito informativo)
- SAWD (Codice IATA = PUD) Aeroporto civile, Puerto Deseado (SC) (sito informativo)
- SAWE (Codice IATA = RGA) Aeroporto civile, Rio Grande (TF) (sito informativo)
- SAWG (Codice IATA = RGL) Aeroporto civile, Rio Gallegos (SC) (sito informativo)
- SAWH (Codice IATA = USH) Aeroporto Internazionale di Ushuaia (sito informativo)
- SAWJ (Codice IATA = ULA) Aeroporto Cap. Vasquez, Puerto San Julián (sito informativo)
- SAWM (Codice IATA = ROY) Aeroporto civile, Río Mayo
- SAWO (Codice IATA = USH) Aeroporto Ushuaia Est Aeronaval (sito informativo)
- SAWP (Codice IATA = PMQ) Aeroporto civile, Perito Moreno
- SAWR (Codice IATA = GGS) Aeroporto civile, Gobernador Dos Gregores
- SAWS (Codice IATA = JSM) Aeroporto civile, Jose de San Martin
- SAWT (Codice IATA = RYO) Aeroporto civile, Río Turbio
- SAWU (Codice IATA = RZA) Aeroporto civile, Santa Cruz (sito informativo)
- SAXC Aeroporto civile, Nueva de Julio
- SAZA Aeroporto civile, Azul
- SAZB (Codice IATA = BHI) Aeroporto Comandante Espora, Bahia Blanca (BA) (sito informativo)
- SAZC Aeroporto civile, Colonel Suarez (sito informativo)
- SAZD Aeroporto civile, Dolores
- SAZE Aeroporto civile, Pigue
- SAZF Aeroporto civile, Olavarría (sito informativo)
- SAZG (Codice IATA = GPO) Aeroporto civile, General Pico (sito informativo)
- SAZH (Codice IATA = OYO) Aeroporto civile, Tres Arroyos
- SAZH Aeroporto civile, Tres Arroyos (sito informativo)
- SAZI Aeroporto civile, Bolivar (sito informativo)
- SAZJ Aeroporto civile, Benito Juárez
- SAZK Aeroporto civile, Cerro Catedral
- SAZL (Codice IATA = SST) Aeroporto civile, Santa Teresita (sito informativo)
- SAZM (Codice IATA = MDQ) Aeroporto civile, Mar Del Plata (BA) (sito informativo)
- SAZN (Codice IATA = NQN) Aeroporto Presidente Peron, Neuquen (NE) (sito informativo)
- SAZO (Codice IATA = NEC) Aeroporto civile, Necochea (BA) (sito informativo)
- SAZP (Codice IATA = PEH) Aeroporto Comodoro P. Zanni, Pehuajó (sito informativo)
- SAZQ Aeroporto civile, Rio Colorado
- SAZR (Codice IATA = RSA) Aeroporto civile, Santa Rosa (LP) (sito informativo)
- SAZS (Codice IATA = BRC) Aeroporto civile, San Carlos de Bariloche (sito informativo)
- SAZT (Codice IATA = TDL) Aeroporto civile, Tandil (BA) (sito informativo)
- SAZU Aeroporto civile, Puelches
- SAZV (Codice IATA = VLG) Aeroporto civile, Villa Gesell (sito informativo)
- SAZW (Codice IATA = CUT) Aeroporto civile, Cutralco (NE) (sito informativo)
- SAZY (Codice IATA = CPC) Aeroporto Aviador C Campos, San Martin de Los Andes Chapelco (sito informativo)

## SB, SD, SI, SJ, SN, SS, SW - Brasile

### SB
- SBAA (Codice IATA = CDJ) Aeroporto civile, Conceicao Do Araguaia (PA)
- SBAF Aeroporto civile, Afonsos
- SBAF Aeroporto civile, Rio de Janeiro-Campos Dos Alfonsos
- SBAM Aeroporto civile, Amapá
- SBAN (Codice IATA = APS) Aeroporto Brazilian Air Force Base, Anápolis
- SBAQ (Codice IATA = AQA) Aeroporto civile, Araraquara
- SBAR (Codice IATA = AJU) Aeroporto di Aracaju-Santa Maria, Aracaju (SE)
- SBAS (Codice IATA = AIF) Aeroporto civile, Assis
- SBAT (Codice IATA = AFL) Aeroporto civile, Alta Floresta (MT)
- SBAU (Codice IATA = ARU) Aeroporto civile, Aracatuba (SP)
- SBAV Aeroporto civile, Teoponte
- SBBC Aeroporto civile, Benjamin Constant
- SBBE (Codice IATA = BEL) Aeroporto VAL DE CANS, Belem (PA)
- SBBG (Codice IATA = BGX) Aeroporto civile, Bagé
- SBBH (Codice IATA = PLU) Aeroporto CONFINS / PAMPHULA, Belo Horizonte-Pampulha (MG)
- SBBH (Codice IATA = CNF) Aeroporto TANCREDO NEVES INTERNATIONAL, Belo Horizonte (MG)
- SBBI Aeroporto Bacacheri, Curitiba
- SBBQ Aeroporto civile, Barbacena
- SBBR (Codice IATA = BSB) Aeroporto INTERNATIONAL, Brasilia (DF)
- SBBU (Codice IATA = BAU) Aeroporto civile, Bauru
- SBBV (Codice IATA = BVB) Aeroporto civile, Boa Vista (RR)
- SBBW (Codice IATA = BPG) Aeroporto civile, Barra Do Garcas (MT)
- SBCA (Codice IATA = CAC) Aeroporto civile, Cascavel (PR)
- SBCC Aeroporto civile, Itaituba - Cachimbo
- SBCF (Codice IATA = BHZ) Aeroporto CONFINS INTERNATIONAL, Belo Horizonte (MG)
- SBCF Aeroporto civile, Belo Horizonte Tancredo Neves
- SBCG (Codice IATA = CGR) Aeroporto civile, Campo Grande (MS)
- SBCH (Codice IATA = XAP) Aeroporto civile, Chapeco (SC)
- SBCI (Codice IATA = CLN) Aeroporto civile, Carolina
- SBCJ (Codice IATA = CKS) Aeroporto INTERNATIONAL / BRASILIA, Carajas / Maraba (PA)
- SBCL Aeroporto civile, Parauapebas
- SBCM (Codice IATA = CCM) Aeroporto civile, Criciúma
- SBCO Aeroporto Candas, Porto Alegre
- SBCP (Codice IATA = CAW) Aeroporto civile, Campos (RJ)
- SBCR (Codice IATA = CMG) Aeroporto civile, Corumba (MS)
- SBCT (Codice IATA = CWB) Aeroporto Afonso Pena, Curitiba (PR)
- SBCV (Codice IATA = CRQ) Aeroporto civile, Caravelas (BA)
- SBCX (Codice IATA = CXJ) Aeroporto Campo dos Bugres, Caxias Do Sul (RS)
- SBCY (Codice IATA = CGB) Aeroporto civile, Cuiaba (MT)
- SBCZ (Codice IATA = CZS) Aeroporto civile, Cruzeiro Do Sul (AC)
- SBDN (Codice IATA = PPB) Aeroporto civile, President Prudente (SP)
- SBEG Aeroporto International, Eduardo Gomes
- SBEG Aeroporto civile, Manaus Eduardo Gomes
- SBEK (Codice IATA = JCR) Aeroporto civile, Jacareacanga
- SBEN Aeroporto civile, Macae Platforma Ss-18
- SBES Aeroporto civile, São Pedro da Aldeia
- SBES Aeroporto civile, São Pedro da Aldeia
- SBET Aeroporto civile, Pedregulho-Estreito
- SBFC (Codice IATA = FRC) Aeroporto civile, Franca (SP)
- SBFI Aeroporto Cataratas, Foz Do Iguacu
- SBFL (Codice IATA = FLN) Aeroporto civile, Florianópolis
- SBFN (Codice IATA = FEN) Aeroporto civile, Fernando de Noronha (FN)
- SBFT Aeroporto civile, Fronteira
- SBFU Aeroporto civile, Alpinopolis-Furnas
- SBFZ (Codice IATA = FOR) Aeroporto di Fortaleza-Pinto Martins, Fortaleza
- SBGA Aeroporto civile, Brasilia - Gama
- SBGL (Codice IATA = GIG) Aeroporto di Rio de Janeiro-Galeão-Antônio Carlos Jobim
- SBGM (Codice IATA = GJM) Aeroporto civile, Guajará-Mirim
- SBGO (Codice IATA = GYN) Aeroporto civile, Goiania Santa Genoveva (GO)
- SBGP Aeroporto civile, Macae Platforma Pna-1
- SBGR (Codice IATA = GRU) Aeroporto di San Paolo-Guarulhos-Governatore André Franco Montoro
- SBGS (Codice IATA = PGZ) Aeroporto civile, Ponta Grossa (PR)
- SBGW (Codice IATA = GUJ) Aeroporto civile, Guaratinguetá
- SBHT (Codice IATA = ATM) Aeroporto civile, Altamira (PA)
- SBIC Aeroporto civile, Itaituba
- SBIH (Codice IATA = ITB) Aeroporto civile, Itaituba (PA)
- SBIL (Codice IATA = IOS) Aeroporto EDUARDO GOMES, Ilheus (BA)
- SBIP (Codice IATA = IPN) Aeroporto Cachimbo, Ipatinga (MG)
- SBIT Aeroporto civile, Itumbiara-Hodroeletrica
- SBIZ (Codice IATA = IMP) Aeroporto civile, Imperatriz
- SBJC Aeroporto civile, Belem Julio Cesar
- SBJE Aeroporto civile, Juiz de Fora
- SBJF (Codice IATA = JDF) Aeroporto civile, Juiz de Fora
- SBJP (Codice IATA = JPA) Aeroporto civile, Joao Pessoa (PB)
- SBJR Aeroporto di Rio de Janeiro-Jacarepaguá-Roberto Marinho, Rio de Janeiro
- SBJV (Codice IATA = JOI) Aeroporto FEDERAL, Joinville (SC)
- SBKG (Codice IATA = CPV) Aeroporto civile, Campina Grande (PB)
- SBKP (Codice IATA = VCP) Aeroporto di Campinas-Viracopos, Campinas
- SBLJ Aeroporto civile, Lajes
- SBLN (Codice IATA = LIP) Aeroporto civile, Lins
- SBLO (Codice IATA = LDB) Aeroporto civile, Londrina (PR)
- SBLP (Codice IATA = LAZ) Aeroporto civile, Bom Jesus da Lapa
- SBLS Aeroporto civile, Lagoa Santa
- SBMA (Codice IATA = MAB) Aeroporto civile, Maraba (PA)
- SBMD (Codice IATA = MEU) Aeroporto civile, Almeirim Monte Dourado (PA)
- SBME (Codice IATA = MEA) Aeroporto civile, Macaé
- SBMG (Codice IATA = MGF) Aeroporto civile, Maringa (PR)
- SBMK (Codice IATA = MOC) Aeroporto civile, Montes Claros (MG)
- SBML (Codice IATA = MII) Aeroporto civile, Marilia (SP)
- SBMN (Codice IATA = MAO) Aeroporto EDUARDO GOMES, Manaus (AM)
- SBMN (Codice IATA = PLL) Aeroporto civile, Manaus - Ponta Pelada
- SBMO (Codice IATA = MCZ) Aeroporto di Maceió-Zumbi dos Palmares
- SBMQ (Codice IATA = MCP) Aeroporto civile, Macapa (AP)
- SBMR Aeroporto civile, Manoel Ribas
- SBMS Aeroporto Dix Sept Rosado, Mocoro
- SBMT Aeroporto Civ / Mil, Sao Paulo - Marte
- SBMY (Codice IATA = MNX) Aeroporto civile, Manicoré
- SBNF (Codice IATA = NVT) Aeroporto Itajai, Navegantes
- SBNM (Codice IATA = GEL) Aeroporto civile, Santo Angelo (RS)
- SBNT (Codice IATA = NAT) Aeroporto Augusto Severo, Natal (RN)
- SBOI (Codice IATA = OYK) Aeroporto civile, Oiapoque
- SBOU (Codice IATA = OUS) Aeroporto civile, Ourinhos
- SBPA (Codice IATA = POA) Aeroporto Salgado Filho, Porto Alegre (RS)
- SBPB (Codice IATA = PHB) Aeroporto civile, Parnaiba (PI)
- SBPC (Codice IATA = POO) Aeroporto civile, Poços de Caldas
- SBPF (Codice IATA = PFB) Aeroporto Lauro Kurtz, Passo Fundo (RS)
- SBPG (Codice IATA = PNG) Aeroporto civile, Paranagua (PR)
- SBPI Aeroporto Pico do Couto, Petrópolis
- SBPK (Codice IATA = PET) Aeroporto civile, Pelotas (RS)
- SBPL (Codice IATA = PNZ) Aeroporto civile, Petrolina (PE)
- SBPN (Codice IATA = PNB) Aeroporto civile, Porto Nacional (TO)
- SBPP (Codice IATA = PMG) Aeroporto International, Ponta Pora (MS)
- SBPT Aeroporto civile, Obenteni, PRU
- SBPV (Codice IATA = PVH) Aeroporto civile, Porto Velho (RO)
- SBPW Aeroporto civile, Pindamonhangaba-Visaba
- SBQV (Codice IATA = VDC) Aeroporto civile, Vitoria Da Conquista (BA)
- SBRB (Codice IATA = RBR) Aeroporto Presidente Medici, Rio Branco (AC)
- SBRF (Codice IATA = REC) Aeroporto Guararapes, Recife (PE)
- SBRG (Codice IATA = RIG) Aeroporto civile, Rio Grande (RS)
- SBRJ (Codice IATA = SDU) Aeroporto Santos Dumont, Rio de Janeiro (RJ)
- SBRJ (Codice IATA = RIO) Aeroporto civile, Rio de Janeiro (RJ)
- SBRP (Codice IATA = RAO) Aeroporto civile, Ribeirao Preto (SP)
- SBRP Aeroporto Ribeir, Leite Lopes
- SBRQ Aeroporto civile, São Roque
- SBRS Aeroporto civile, Resende
- SBSC Aeroporto civile, Rio de Janeiro-Santa Cruz
- SBSC (Codice IATA = CSU) Aeroporto civile, Santa Cruz Do Sul (RS)
- SBSI (Codice IATA = IGU) Aeroporto civile, Iguassu Falls / Iguacu Falls-Cataratas (PR)
- SBSJ (Codice IATA = SJK) Aeroporto civile, Sao Jose Dos Campos (SP)
- SBSL (Codice IATA = SLZ) Aeroporto internazionale Marechal Cunha Machado, São Luís
- SBSM (Codice IATA = RIA) Aeroporto civile, Santa Maria (RS)
- SBSN (Codice IATA = STM) Aeroporto di Santarém
- SBSP (Codice IATA = CGH) Aeroporto di San Paolo-Congonhas, San Paolo
- SBSP (Codice IATA = SAO) Aeroporto civile, San Paolo
- SBSR (Codice IATA = SJP) Aeroporto civile, Sao Jose Do Rio Preto (SP)
- SBST (Codice IATA = SSZ) Aeroporto civile, Santos
- SBSV (Codice IATA = SSA) Aeroporto Dois de Julho, Salvador
- SBSY (Codice IATA = IDO) Aeroporto civile, Christalandia - Santa Isabel Do Morro
- SBTB (Codice IATA = ORX) Aeroporto civile, Oriximiná
- SBTE (Codice IATA = THE) Aeroporto civile, Teresina (PI)
- SBTF (Codice IATA = TFF) Aeroporto civile, Tefe (AM)
- SBTF Aeroporto civile
- SBTK Aeroporto civile
- SBTK (Codice IATA = TRQ) Aeroporto civile, Tarauacá
- SBTL Aeroporto civile, Telergma
- SBTS (Codice IATA = OBI) Aeroporto civile, Obidos
- SBTT Aeroporto civile, Tabiteuea North
- SBTT (Codice IATA = TBT) Aeroporto civile, Tabatinga (AM)
- SBTU (Codice IATA = TUR) Aeroporto civile, Tucurui (PA)
- SBTU Aeroporto civile, Tuguegarao-Cagayan
- SBUA (Codice IATA = SJL) Aeroporto civile, Sao Gabriel Da Cachoeira (RS)
- SBUF (Codice IATA = PAV) Aeroporto civile, Paulo Alfonso (BA)
- SBUG (Codice IATA = URG) Aeroporto Rubem Berta, Uruguaiana (RS)
- SBUL (Codice IATA = UDI) Aeroporto civile, Uberlandia (MG)
- SBUP Aeroporto civile, Castilho-Urubupunga
- SBUR (Codice IATA = UBA) Aeroporto civile, Uberaba (MG)
- SBVG (Codice IATA = VAG) Aeroporto Major Trompowsky, Varginha (MG)
- SBVH (Codice IATA = BVH) Aeroporto civile, Vilhena (RO)
- SBVT (Codice IATA = VIX) Aeroporto Goiabera, Vitoria (ES)
- SBXG Aeroporto civile, Barra do Garças
- SBXV Aeroporto civile, Xavantina
- SBYA Aeroporto civile, Iauarete
- SBYS Aeroporto civile, Piracununga-Campo Fontenelle
- SBYS Aeroporto civile, Pirassununga

### SD
- SDSC (Codice IATA = QSC) Aeroporto civile, São Carlos

## SC - Cile
- SCAC (Codice IATA = ZUD) Aeroporto civile, Ancud
- SCAP Aeroporto civile, Alto Palena
- SCAR (Codice IATA = ARI) dell'Aeroporto Internazionale di Arica-Chacalluta, Arica, Cile
- SCBA (Codice IATA = BBA) Aeroporto civile, Balmaceda
- SCBQ Aeroporto civile, Santiago El Bosque Air Base
- SCCC (Codice IATA = CCH) Aeroporto civile, Chile Chico
- SCCF (Codice IATA = CJC) Aeroporto civile, Calama
- SCCH (Codice IATA = YAI) Aeroporto civile, Chilan
- SCCI (Codice IATA = PUQ) Aeroporto Presidente C. I. del Campo, Punta Arenas
- SCCY (Codice IATA = GXQ) Aeroporto TENIENTE VIDAL, Coyhaique
- SCDA (Codice IATA = IQQ) Aeroporto CHUCUMATA, Iquique Diego Aracena
- SCEL (Codice IATA = SCL) Aeroporto COMODORO ARTURO MENINO BENITEZ, Santiago del Cile
- SCEL Aeroporto civile, Pudahuel
- SCER Aeroporto civile, Quintero Santiago
- SCFA (Codice IATA = ANF) Aeroporto Cerro Moreno, Antofagasta
- SCFM (Codice IATA = WPR) Aeroporto civile, Porvenir
- SCFT (Codice IATA = FFU) Aeroporto civile, Futaleufú
- SCGE (Codice IATA = LSQ) Aeroporto MARIA DOLORES, Los Ángeles
- SCGZ (Codice IATA = WPU) Aeroporto civile, Puerto Williams
- SCHA (Codice IATA = CPO) Aeroporto civile, Copiapó
- SCHR (Codice IATA = LGR) Aeroporto civile, Cochrane
- SCIC Aeroporto civile, Curicó
- SCIE (Codice IATA = CCP) Aeroporto Carriel Sur, Concepción
- SCIP (Codice IATA = IPC) Aeroporto Mataveri, Isola di Pasqua
- SCJO (Codice IATA = ZOS) Aeroporto civile, Osorno
- SCLL (Codice IATA = VLR) Aeroporto civile, Vallenar
- SCON Aeroporto civile, Quellón
- SCRA (Codice IATA = CNR) Aeroporto civile, Chañaral
- SCRD Aeroporto civile, Viña del Mar
- SCRG Aeroporto civile, Rancagua Air Base
- SCRM Aeroporto civile, Isla Rey Jorge, Argentina ?
- SCSE (Codice IATA = LSC) Aeroporto LA FLORIDA, La Serena
- SCSN Aeroporto civile, Santo Domingo
- SCSR Aeroporto civile, Segundo Corral
- SCST (Codice IATA = WCA) Aeroporto civile, Castro Gamboa
- SCTB Aeroporto civile, Santiago del Cile
- SCTC Aeroporto civile, Tena
- SCTC (Codice IATA = ZCO) Aeroporto civile, Temuco
- SCTE (Codice IATA = PMC) Aeroporto El Tepual, Puerto Montt
- SCTI Aeroporto civile, Santiago
- SCTI (Codice IATA = ULC) Aeroporto civile, Los Cerrillos
- SCTN (Codice IATA = WCH) Aeroporto civile, Chaiten
- SCVD (Codice IATA = ZAL) Aeroporto civile, Valdivia
- SCZP Aeroporto civile, Zapahuira

## SE - Ecuador
- SEAG Aeroporto civile, Jhikatal
- SEAM (Codice IATA = ATF) Aeroporto Chachoan, Ambato
- SEAN Aeroporto civile, Ana Maria
- SEAO Aeroporto civile, Agromarina
- SEAP Aeroporto civile, Arapicos
- SEAR Aeroporto civile, Arajuno
- SEAS Aeroporto civile, Ascazubi
- SEAV Aeroporto civile, Agrivel
- SEAY Aeroporto civile, Ayangue
- SEBC (Codice IATA = BHA) Aeroporto civile, Bahia de Caraquez
- SEBF Aeroporto civile, Buena
- SEBG Aeroporto civile, Calao Grande
- SEBH Aeroporto civile, Balao Chico
- SEBT Aeroporto civile, El Batan
- SECA Aeroporto civile, Catarama
- SECC Aeroporto civile, Condorcocha
- SECD Aeroporto civile, Calademar
- SECE Aeroporto civile, Santa Cecilia
- SECF Aeroporto civile, Cafi
- SECG Aeroporto civile, Chongon
- SECH Aeroporto civile, Chone (Ecuador)
- SECI Aeroporto civile, Calica
- SECM Aeroporto civile, Clementia
- SECN Aeroporto civile, Corvinsa
- SECO (Codice IATA = OCC) Aeroporto civile, Coca
- SECP Aeroporto civile, Corvapar
- SECQ Aeroporto civile, Coaque
- SECR Aeroporto civile, Curaray
- SECU (Codice IATA = CUE) Aeroporto MARISCAL LA MAR, Cuenca
- SECV Aeroporto civile, Camavel
- SECY Aeroporto civile, Camaguay
- SEEP Aeroporto civile, El Piedrero
- SEES (Codice IATA = ESM) Aeroporto General Rivadeneira, Esmeraldas
- SEGE Aeroporto civile, Guale
- SEGH Aeroporto civile, Gran Chaparral
- SEGM Aeroporto civile, Granjas Marinas
- SEGS (Codice IATA = GPS) Aeroporto BALTRA, Galápagos
- SEGU (Codice IATA = GYE) Aeroporto Internazionale José Joaquín de Olmedo, Guayaquil
- SEGZ Aeroporto civile, Gualaquiza
- SEHA Aeroporto civile, Hnda San Juan
- SEHI Aeroporto civile, Cotacachi
- SEHJ Aeroporto civile, Hnda Jackson
- SEIB Aeroporto Atahualpa, Ibarra
- SEIC Aeroporto civile, Inducam
- SEIS Aeroporto civile, Isabel Maria
- SEIZ Aeroporto civile, Ingenio Aztra
- SEJ Aeroporto civile, Mar Rojo
- SEJC Aeroporto civile, San Jacinto de Buena Fé
- SEJI (Codice IATA = JIP) Aeroporto civile, Jipijapa
- SEKK Aeroporto civile, Km-192
- SEKO Aeroporto civile, Km-200
- SELA (Codice IATA = LGQ) Aeroporto civile, Lago Agrio
- SELH Aeroporto civile, Las Conchitas
- SELI Aeroporto civile, Limoncocha
- SELJ Aeroporto civile, La Julia
- SELM Aeroporto civile, Loma Larga
- SELN Aeroporto civile, Limon
- SELO Aeroporto Città di Catamayo, Catamayo
- SELO (Codice IATA = LOH) Aeroporto civile, Loja
- SELP Aeroporto civile, La Planada
- SELR Aeroporto civile, Los Manglares
- SELS Aeroporto civile, La Seta
- SELT Aeroporto civile, Latacunga
- SELY Aeroporto civile, La Judy
- SELZ Aeroporto civile, La Luz
- SEMA (Codice IATA = MRR) Aeroporto J. M. Velasco Ibarra, Macara
- SEMC (Codice IATA = XMS) Aeroporto civile, Macas
- SEMD Aeroporto civile, Monjas Sur
- SEME Aeroporto civile, Mopesca
- SEMF Aeroporto civile, Linsa
- SEMG Aeroporto civile, Maria Teresa
- SEMH Aeroporto General M. Serrano, Machala
- SEMI Aeroporto civile, Mondragon
- SEML Aeroporto civile, Manglaralto
- SEMN Aeroporto civile, La Mana
- SEMO Aeroporto civile, Montalvo
- SEMP Aeroporto civile, Mopa
- SEMR Aeroporto civile, Martinica
- SEMS Aeroporto civile, Montjas Sur
- SEMT (Codice IATA = MEC) Aeroporto Eloy Alfaro, Manta
- SEMX Aeroporto civile, Maragolio
- SEMY Aeroporto civile, Miraflores
- SENA Aeroporto civile, Nor Antizana
- SENC Aeroporto civile, Nor Cayambe
- SENI Aeroporto civile, Nor Iliniza
- SENR Aeroporto civile, Nuevo Rancho
- SENV Aeroporto civile, Sitio Nuevo
- SEOL Aeroporto civile, Olmedo
- SEOT Aeroporto civile, Portotillo
- SEOV Aeroporto civile, Porvenir
- SEOY Aeroporto civile, Pantalony
- SEPA (Codice IATA = PTZ) Aeroporto Rio Amazonas, Pastaza
- SEPB Aeroporto civile, Pedo Carbo
- SEPD Aeroporto civile, Pedernales
- SEPE Aeroporto civile, Pechichal
- SEPJ Aeroporto civile, Puna Vieja
- SEPL Aeroporto civile, Playas
- SEPN Aeroporto civile, Palestina
- SEPO Aeroporto civile, Posorja
- SEPP Aeroporto civile, Plantaciones Tropical
- SEPQ Aeroporto civile, Prolacan
- SEPR Aeroporto civile, Patricia
- SEPS Aeroporto civile, Pasaje
- SEPT (Codice IATA = PYO) Aeroporto civile, Putumayo
- SEPU Aeroporto civile, Puna
- SEPV (Codice IATA = PVO) Aeroporto civile, Portoviejo
- SEPX Aeroporto civile, Payo
- SEQE Aeroporto civile, Quevedo
- SEQM (Codice IATA = UIO) Aeroporto Internazionale Mariscal Sucre, Quito
- SERA Aeroporto civile, Rancho Alegre
- SERB Aeroporto civile, Riobamba
- SERH Aeroporto civile, Rio Hondo
- SERO Aeroporto civile, Santa Rosa
- SERR Aeroporto civile, Rey Rancho
- SERT Aeroporto civile, Santa Rita
- SERY Aeroporto civile, Sarayacu
- SESA (Codice IATA = SNC) Aeroporto General Ulpiano Paez, Salinas
- SESC (Codice IATA = SUQ) Aeroporto civile, Sucua
- SESD Aeroporto civile, Santo Domingo-Los Colorados
- SESE Aeroporto civile, Secadal
- SESF Aeroporto civile, San Francisco
- SESH Aeroporto civile, San Honorato
- SESI Aeroporto civile, Sur Iliniza
- SESL Aeroporto civile, San Lorenzo
- SESN Aeroporto civile, San Carlos
- SESO Aeroporto civile, La Esterella
- SEST Aeroporto civile, San Cristóbal, Galápagos
- SESU Aeroporto civile, Sausalito
- SESX Aeroporto civile, San Jose de Chamanga
- SESY Aeroporto civile, Sur Cayambe
- SESZ Aeroporto civile, Sur Antizana
- SETA Aeroporto civile, Tauranga
- SETB Aeroporto civile, Timika-Tembagapura
- SETE Aeroporto civile, Tenado
- SETG Aeroporto civile, Teniente Ortiz
- SETH Aeroporto civile, Taitung-Chihhong
- SETI Aeroporto civile
- SETI (Codice IATA = TPN) Aeroporto civile, Tiputini
- SETL Aeroporto civile, Tapak Tuan-Teuku Cut Ali
- SETO Aeroporto civile, Pacto
- SETR Aeroporto civile, Tarapoto
- SETT Aeroporto civile, Tenkodogo
- SETU Aeroporto civile, Tulcea-Cataloi
- SETU (Codice IATA = TUA) Aeroporto El Rosal, Tulcán
- SEVC Aeroporto civile, La Victoria
- SEVI Aeroporto civile, Villano
- SEVR Aeroporto civile, El Vergel
- SEYA Aeroporto civile, Yaupi
- SEZA Aeroporto civile, Zamora
- SEZP Aeroporto civile, Zumba-Pucupamba

## SF - Isole Falkland
- SFAL (Codice IATA = PSY) Aeroporto civile, Port Stanley

## SG - Paraguay
- SGAS (Codice IATA = ASU) Aeroporto CAMPO GRANDE - SILVIO PETTIROSSI, Asuncion
- SGAS Aeroporto civile, Asuncion Presidente Stroessner
- SGAY Aeroporto civile, Ayolas
- SGCO Aeroporto civile, Concepción
- SGEN (Codice IATA = ENO) Aeroporto civile, Encarnación
- SGES Aeroporto civile, Aeropuerto Guarany
- SGFI (Codice IATA = FLM) Aeroporto civile, Filadelfia
- SGGR Aeroporto civile, Salto Del Guaira
- SGIB Aeroporto civile, Itaipu
- SGLV Aeroporto civile, La Victoria
- SGME (Codice IATA = ESG) Aeroporto civile, Mariscal José Félix Estigarribia
- SGNA Aeroporto civile, Nueva Asuncion
- SGOL Aeroporto civile, Olimpo
- SGPI (Codice IATA = PIL) Aeroporto civile, Pilar
- SGPS Aeroporto civile, Ciudad Pres. Stroessner

## SK - Colombia
- SKAD (Codice IATA = ACD) Aeroporto di Acandí, Acandí
- SKAR (Codice IATA = AXM) Aeroporto El Eden, Armenia
- SKAS (Codice IATA = PUU) Aeroporto civile, Puerto Asís
- SKBC Aeroporto civile, El Banco
- SKBG (Codice IATA = BGA) Aeroporto PALO NEGRO, Bucaramanga
- SKBO (Codice IATA = BOG) Aeroporto ELDORADO INTERNATIONAL, Bogotà
- SKBQ (Codice IATA = BAQ) Aeroporto Internazionale Ernesto Cortissoz, Barranquilla
- SKBS (Codice IATA = BSC) Aeroporto civile, Bahía Solano
- SKBU (Codice IATA = BUN) Aeroporto civile, Buenaventura
- SKCC (Codice IATA = CUC) Aeroporto Camilo Daza, Cúcuta
- SKCD (Codice IATA = COG) Aeroporto civile, Condoto
- SKCG (Codice IATA = CTG) Aeroporto di Cartagena-Rafael Núñez, Cartagena de Indias
- SKCL (Codice IATA = CLO) Aeroporto di Cali-Alfonso Bonilla Aragón, Cali
- SKCO Aeroporto civile, Tumbes Pedro Canga
- SKCZ (Codice IATA = CZU) Aeroporto civile, Corozal
- SKEJ (Codice IATA = EJA) Aeroporto civile, Barrancabermeja / Yariguies
- SKFL (Codice IATA = FLA) Aeroporto civile, Florencia (Caquetá)
- SKFX Aeroporto civile, San Felix
- SKGI (Codice IATA = GIR) Aeroporto civile, Girardot
- SKGO (Codice IATA = CRC) Aeroporto civile, Cartago Santa Ana
- SKGP (Codice IATA = GPI) Aeroporto civile, Guapi
- SKGY Aeroporto civile, Guaymaral
- SKIB (Codice IATA = IBE) Aeroporto civile, Ibagué
- SKIP (Codice IATA = IPI) Aeroporto SAN LUIS, Ipiales
- SKLC Aeroporto civile, Carepa-Antioquia
- SKLC (Codice IATA = APO) Aeroporto civile, Apartado / Los Cedros
- SKLM Aeroporto civile, La Mina
- SKLT (Codice IATA = LET) Aeroporto GEN Vasquez Cobo, Leticia
- SKMD (Codice IATA = EOH) Aeroporto ENRIQUE OLAYA HERRERA, Medellín
- SKMG (Codice IATA = MGN) Aeroporto civile, Magangue Baracoa / Maganque
- SKMR (Codice IATA = MTR) Aeroporto Los Garzones, Montería
- SKMU (Codice IATA = MVP) Aeroporto civile, Mitú
- SKMZ Aeroporto civile, Manizales-La Nubia
- SKNV (Codice IATA = NVA) Aeroporto civile, Neiva
- SKOC (Codice IATA = OCV) Aeroporto civile, Ocana
- SKOT (Codice IATA = OTU) Aeroporto civile, Otu
- SKPB Aeroporto civile, Puerto Bolivar-Riohacha
- SKPC (Codice IATA = PCR) Aeroporto civile, Puerto Carreño
- SKPE (Codice IATA = PEI) Aeroporto Matecana, Pereira
- SKPI (Codice IATA = PTX) Aeroporto civile, Pitalito
- SKPP (Codice IATA = PPN) Aeroporto civile, Popayán
- SKPS (Codice IATA = PSO) Aeroporto civile, Pasto
- SKPV (Codice IATA = PVA) Aeroporto civile, Isola de Providencia
- SKQU (Codice IATA = MQU) Aeroporto civile, San Sebastián de Mariquita
- SKRG Aeroporto Internazionale José María Córdova, Rionegro
- SKRH (Codice IATA = RCH) Aeroporto Almirante Padilla, Riohacha
- SKSA (Codice IATA = RVE) Aeroporto El Eden, Saravena
- SKSJ (Codice IATA = SJE) Aeroporto civile, San José del Guaviare
- SKSM (Codice IATA = SMR) Aeroporto SIMON BOLIVAR, Santa Marta
- SKSP (Codice IATA = ADZ) Aeroporto Sesquicentenario Airport, San Andreas Island
- SKSV (Codice IATA = SVI) Aeroporto civile, San Vicente Del Caguan
- SKTD (Codice IATA = TDA) Aeroporto Teniente Jorge Henrich Arauz, Trinidad
- SKTM Aeroporto civile
- SKUC (Codice IATA = AUC) Aeroporto Santiago Perez, Arauca
- SKUI (Codice IATA = UIB) Aeroporto civile, Quibdó
- SKUL (Codice IATA = TCO) Aeroporto civile, San Andrés de Tumaco
- SKVP (Codice IATA = VUP) Aeroporto civile, Valledupar
- SKVV (Codice IATA = VVC) Aeroporto Vanguardia, Villavicencio
- SKYP (Codice IATA = EYP) Aeroporto civile, El Yopal

## SL - Bolivia
- SLAG Aeroporto civile, Monte Agudo
- SLAL Aeroporto Internazionale di Alcantarí, Sucre
- SLAN Aeroporto civile, Angora
- SLAP (Codice IATA = APB) Aeroporto civile, Apolo
- SLAQ Aeroporto civile, Aiquile
- SLAS (Codice IATA = ASC) Aeroporto civile, Ascención de Guarayos
- SLAU Aeroporto civile, San Aurelio
- SLAV Aeroporto civile, Avicaya
- SLAX Aeroporto civile, Ay-Luri
- SLBC Aeroporto civile, Boca Chapare
- SLBF Aeroporto civile, Blanca Flor
- SLBH Aeroporto civile, Buena Hora
- SLBJ (Codice IATA = BJO) Aeroporto civile, Bermejo
- SLBN Aeroporto civile, Bella Unión
- SLBU (Codice IATA = BVL) Aeroporto civile, Baures
- SLBV Aeroporto civile, Villa Vista
- SLBW Aeroporto civile, Buena Vista
- SLBY Aeroporto civile, Boyuibe
- SLCA (Codice IATA = CAM) Aeroporto civile, Camiri
- SLCB (Codice IATA = CBB) Aeroporto Internazionale Jorge Wilstermann, Cochabamba
- SLCC Aeroporto civile, Copacabana
- SLCG Aeroporto civile, Charagua
- SLCH Aeroporto civile, Chapacura
- SLCI Aeroporto civile, Clara Rios
- SLCJ Aeroporto civile, Cavias
- SLCL Aeroporto civile, Collpani
- SLCM Aeroporto civile, Camiare
- SLCN Aeroporto civile, Charaña
- SLCO (Codice IATA = CIJ) Aeroporto civile, Cobija
- SLCP (Codice IATA = CEP) Aeroporto civile, Concepcion
- SLCQ Aeroporto civile, Capaquilla
- SLCR Aeroporto civile, Comarapa
- SLCS Aeroporto civile, Cerdas
- SLCT Aeroporto civile, Choreti
- SLCV Aeroporto civile, Cavinas
- SLCY Aeroporto civile, Collpa
- SLCZ Aeroporto civile, Santa Cruz El Trompillo
- SLDN Aeroporto civile, El Desengano
- SLDP Aeroporto civile, Loma Del Porvenir
- SLEC Aeroporto civile, El Cairo
- SLED Aeroporto civile, El Dorado
- SLEF Aeroporto civile, El Triumfo
- SLEJ Aeroporto civile, El Jovi
- SLEL Aeroporto civile, El Roseda
- SLEO Aeroporto civile, El Paraiso
- SLEP Aeroporto civile, El Perú
- SLES Aeroporto civile, Poopó
- SLET (Codice IATA = SRZ) Aeroporto VIRU VIRU, Santa Cruz de la Sierra
- SLEU Aeroporto civile, Eucaliptos
- SLEV Aeroporto civile, El Salvador
- SLEZ Aeroporto civile, La Esperanza
- SLFA Aeroporto civile, Fatima
- SLGJ Aeroporto civile, Guadalajara
- SLGY (Codice IATA = GYA) Aeroporto civile, Guayaramerín
- SLHJ (Codice IATA = BVK) Aeroporto civile, Huacaraje
- SLHN Aeroporto civile, Chane Bedoya
- SLHT Aeroporto civile, Colcolquechaca
- SLHU Aeroporto civile, Huachi
- SLHY Aeroporto civile, Caquiaviri
- SLIC Aeroporto civile, Coroico
- SLIG Aeroporto civile, Inglaterra
- SLIH Aeroporto civile, Samaihuate
- SLIJ Aeroporto civile, Inguazu
- SLIR Aeroporto civile, Ibori
- SLIT Aeroporto civile, Itaguazurenda
- SLIV Aeroporto civile, Isla Verde
- SLIX Aeroporto civile, Ixiamas
- SLIZ Aeroporto civile, Izozog
- SLJD Aeroporto civile, El Jordan
- SLJE (Codice IATA = SJS) Aeroporto civile, San José de Chiquitos
- SLJM Aeroporto civile, San Juan de Fibral
- SLJN Aeroporto civile, San Juan-Estancias
- SLJO (Codice IATA = SJB) Aeroporto civile, San Joaquín
- SLJT Aeroporto civile, Santa Juanita
- SLJV (Codice IATA = SJV) Aeroporto civile, San Javier
- SLKQ Aeroporto civile, San Miguel
- SLKY Aeroporto civile, Puerto Yuca
- SLLA Aeroporto civile, La Asunta
- SLLC Aeroporto civile, La China
- SLLE Aeroporto civile, La Ele
- SLLI Aeroporto civile, La India
- SLLJ Aeroporto civile, Laja
- SLLL Aeroporto civile, Laguna Loa
- SLLP (Codice IATA = LPB) Aeroporto Internazionale di El Alto, La Paz
- SLLT Aeroporto civile, Los Tajibos
- SLLU Aeroporto civile, San Lorenzo-Cordillera
- SLLV Aeroporto civile, La Selva
- SLLZ Aeroporto civile, San Lorenzo
- SLMD Aeroporto civile, Madidi
- SLMG (Codice IATA = MGD) Aeroporto civile, Magdalena
- SLML Aeroporto civile, La Madre
- SLMP Aeroporto civile, Mapiri
- SLMR Aeroporto civile, Memore
- SLMV Aeroporto civile, Monte Verde
- SLMW Aeroporto civile, Mategua
- SLMX Aeroporto civile, Monos Arana
- SLNE Aeroporto civile, Nueva Era
- SLNO Aeroporto civile, Nuevo Mundo
- SLNP Aeroporto civile, Nueva Esperanza
- SLNQ Aeroporto civile, Nueva Esperanza-Marban
- SLNV Aeroporto civile, Nieve
- SLOI Aeroporto civile, Orialsa
- SLOR (Codice IATA = ORU) Aeroporto civile, Oruro
- SLOT Aeroporto civile, Sinaota
- SLPM Aeroporto civile, Palmira
- SLPO (Codice IATA = POI) Aeroporto Capitan Nicolas Rojas, Potosí
- SLPP Aeroporto civile, Paraparau
- SLPR (Codice IATA = PUR) Aeroporto civile, Puerto Rico
- SLPS (Codice IATA = PSZ) Aeroporto Capitan Av. Salvador Ogaya, Puerto Suárez
- SLPT Aeroporto civile, Peta
- SLPU Aeroporto civile, Puchuni
- SLPV Aeroporto civile, Puerto Vila-Roel
- SLQY Aeroporto civile, Curichi
- SLRA (Codice IATA = SRD) Aeroporto civile, San Ramón
- SLRB (Codice IATA = RBO) Aeroporto civile, Roboré
- SLRE Aeroporto civile, El Remate
- SLRH Aeroporto civile, Rancho Alegre
- SLRI (Codice IATA = RIB) Aeroporto civile, Riberalta
- SLRP Aeroporto civile, Rosapata
- SLRQ (Codice IATA = RBQ) Aeroporto civile, Rurrenabaque
- SLRR Aeroporto civile, Retiro
- SLRS Aeroporto civile, Rio Seco
- SLRT Aeroporto civile, Santa Rita
- SLRX Aeroporto civile, San Ramon de Senac
- SLRY (Codice IATA = REY) Aeroporto civile, Reyes
- SLSA (Codice IATA = SBL) Aeroporto civile, Santa Ana / Yacuma
- SLSB (Codice IATA = SRJ) Aeroporto civile, San Borja
- SLSC Aeroporto civile, Santa Clara-Moxos
- SLSD Aeroporto civile, San Carlos Gurtierrez
- SLSF Aeroporto civile, San Francisco-Moxos
- SLSG Aeroporto civile, Sipuati
- SLSH Aeroporto civile, Santa Ana-Huachi
- SLSI (Codice IATA = SNG) Aeroporto civile, San Ignacio de Velasco
- SLSJ Aeroporto civile, Salinas
- SLSL Aeroporto civile, Santa Lucia-Cliza
- SLSM (Codice IATA = SNM) Aeroporto civile, San Ignacio de Moxos
- SLSN Aeroporto civile, Sanandita
- SLSQ Aeroporto civile, Saahaqui
- SLSR Aeroporto civile, Santa Rosa de Yacuma
- SLSS Aeroporto civile, Sasasama
- SLST Aeroporto civile, San Antonio
- SLSU (Codice IATA = SRE) Aeroporto civile, Sucre Juana Azurduy de Padilla
- SLSW Aeroporto civile, Santa Barbara-Versalles
- SLTE Aeroporto civile, Tepic
- SLTF Aeroporto civile, San Telmo-Cordillera
- SLTG Aeroporto civile, Santiago de Machaca
- SLTH Aeroporto civile, Tumlingtar
- SLTI Aeroporto civile, San Mathias
- SLTJ Aeroporto civile, Tiruchirapally
- SLTJ (Codice IATA = TJA) Aeroporto civile, Tarija
- SLTP Aeroporto civile, Tiputini
- SLTR Aeroporto civile, -
- SLTR (Codice IATA = TDD) Aeroporto civile, Trinidad
- SLTS Aeroporto civile, Tofino Airport
- SLTT Aeroporto civile, Totma
- SLTU Aeroporto civile, -
- SLTY Aeroporto civile, Tijuana General Abelardo L. Rodriguez
- SLTZ Aeroporto civile, Tura
- SLUC Aeroporto civile, Unica
- SLUV Aeroporto civile, Uvas Verdes
- SLUY Aeroporto civile, Uyuni
- SLVA Aeroporto civile, Villa Aroma
- SLVD Aeroporto civile, Covendo
- SLVE Aeroporto civile, Venecia
- SLVG Aeroporto civile, Valle Grande
- SLVI Aeroporto civile, Caranavi
- SLVM (Codice IATA = VLM) Aeroporto civile, Villamontes
- SLVN Aeroporto civile, Valencia
- SLVR (Codice IATA = VVI) Aeroporto Internazionale Viru Viru, Santa Cruz de la Sierra
- SLWA (Codice IATA = SRB) Aeroporto civile, Santa Rosa de Abuna
- SLWD Aeroporto civile, Seis de Agosto
- SLYA (Codice IATA = BYC) Aeroporto civile, Yacuíba
- SLYB Aeroporto civile, El Bato
- SLYP Aeroporto civile, Muyupampa
- SLYY Aeroporto civile, San Yo Yo
- SLZB Aeroporto civile, San Pedro
- SLZF Aeroporto civile, San Francisco-Naciff
- SLZG Aeroporto civile, San Agustin
- SLZJ Aeroporto civile, San Pedro-Richard
- SLZK Aeroporto civile, San Lucas
- SLZR Aeroporto civile, San Rafael-Isidoro
- SLZX Aeroporto civile, San Pedro-Salvatierra

## SM - Suriname
- SMCI Aeroporto civile, Coeroeni
- SMCO Aeroporto civile, Coronie
- SMDA (Codice IATA = DRJ) Aeroporto civile, Drietabbetje
- SMJP (Codice IATA = PBM) Aeroporto Internazionale Johan Adolf Pengel, Paramaribo
- SMJP Aeroporto civile, Zandery J.a. Pengel
- SMKA Aeroporto civile, Kabalebo
- SMKE Aeroporto civile, Kayser
- SMNI (Codice IATA = ICK) Aeroporto civile, Nieuw Nickerie
- SMSM Aeroporto civile, Kwamalasoemoetoe
- SMTB Aeroporto civile, Tafresh
- SMWA (Codice IATA = AGI) Aeroporto civile, Wageningen
- SMZO (Codice IATA = ORG) Aeroporto civile, Paramaribo Zorg En Hoop
- SMZY Aeroporto civile, Zanderij

## SO - Guyana francese
- SOCA (Codice IATA = CAY) Aeroporto Rochambeau, Caienna
- SOML Aeroporto civile, Malin, Peru ?[senza fonte]
- SOOG (Codice IATA = OYP) Aeroporto civile, St-Georges de L/oyapock
- SOOM (Codice IATA = LDX) Aeroporto civile, Saint-Laurent-du-Maroni
- SOOR (Codice IATA = REI) Aeroporto civile, Régina
- SOOS (Codice IATA = XAU) Aeroporto civile, Saul
- SOOY Aeroporto civile, Sinnamary

## SP - Perù
- SPAA Aeroporto civile, Caraz
- SPAB Aeroporto civile, Huanacabamba
- SPAC Aeroporto civile, Ciro Alegría
- SPAG Aeroporto civile, Aguayta
- SPAI Aeroporto civile, Urpay
- SPAL Aeroporto civile, Alao
- SPAM Aeroporto civile, Camaná
- SPAN Aeroporto civile, Sullana
- SPAO (Codice IATA = APE) Aeroporto civile, San Juan Aposento
- SPAP Aeroporto civile, Picota
- SPAR (Codice IATA = ALD) Aeroporto civile, Alerta
- SPAS Aeroporto civile, Andoas
- SPAT Aeroporto civile, Aguas Calientes
- SPAY Aeroporto civile, Atalaya
- SPBA Aeroporto civile, Barranca
- SPBB (Codice IATA = MBP) Aeroporto civile, Moyobamba
- SPBC Aeroporto civile, Caballococha-Huallaga
- SPBL (Codice IATA = BLP) Aeroporto civile, Bellavista
- SPBR (Codice IATA = IBP) Aeroporto civile, Iberia
- SPBS Aeroporto civile, Jeberos-Bellavista
- SPBU Aeroporto civile, Vista Breau
- SPBY Aeroporto civile, Bayovar
- SPCA Aeroporto civile, Barraca
- SPCB Aeroporto civile, Aguas Blancas
- SPCC Aeroporto civile, Ciudad Construction
- SPCG Aeroporto civile, Casa Grande
- SPCH Aeroporto civile, Todos Santos
- SPCL (Codice IATA = PCL) Aeroporto civile, Pucalipa
- SPCM Aeroporto civile, Contamana
- SPCN Aeroporto civile, Cuno-Cuno
- SPCP Aeroporto civile, Pucacaca
- SPCR Aeroporto civile, Acari
- SPCS Aeroporto civile, Sauce
- SPCT Aeroporto civile, Chota
- SPCU Aeroporto civile, Cutidimeri
- SPCV Aeroporto civile, Cutivireni
- SPDO Aeroporto civile, Mollendo
- SPEB Aeroporto civile, Pebas
- SPEN Aeroporto civile, Iscozacin
- SPEO (Codice IATA = CHM) Aeroporto civile, Chimbote
- SPEP Aeroporto civile, Puerto Esperanza
- SPEQ Aeroporto civile, Moquegua
- SPEV Aeroporto civile, Elvalor
- SPEZ Aeroporto civile, Puerto Bermudez
- SPFA Aeroporto civile, Fausa
- SPFL Aeroporto civile, Fundo Flor
- SPGM (Codice IATA = TGI) Aeroporto civile, Tingo María
- SPGM Aeroporto civile, Tiniteqilaq
- SPGS Aeroporto civile, Lagunas
- SPGT Aeroporto civile, Puerto Victoria
- SPGU Aeroporto civile, Bagua
- SPHA Aeroporto civile, Chincha Alta
- SPHC Aeroporto civile, Chala
- SPHI (Codice IATA = CIX) Aeroporto CORNEL RUIZ / Cap. J.A.Q. Gonzales, Chiclayo
- SPHL Aeroporto civile, Olmos
- SPHO (Codice IATA = AYP) Aeroporto Coronel A.M.Durante, Ayacucho
- SPHT Aeroporto civile, Huayptue
- SPHU Aeroporto civile, Huancayo
- SPHV Aeroporto civile, Huanuco Viejo
- SPHY (Codice IATA = ANS) Aeroporto civile, Andahuaylas
- SPHZ (Codice IATA = ATA) Aeroporto Comdte, Anta Huaraz
- SPIA Aeroporto civile, Ica
- SPIL (Codice IATA = UMI) Aeroporto civile, Quincemil / Quince Mil
- SPIM (Codice IATA = LIM)  Aeropuerto Internacional Jorge Chavez, Lima
- SPIN Aeroporto civile, Inapari
- SPIP Aeroporto civile, Satipo
- SPIR Aeroporto civile, Patria
- SPIS Aeroporto civile, Pías
- SPIT Aeroporto civile, Paita
- SPIY Aeroporto civile, Yauri
- SPIZ Aeroporto civile, Uchiza
- SPJA (Codice IATA = RIJ) Aeroporto civile, Rioja
- SPJI (Codice IATA = JJI) Aeroporto civile, Juanjuí
- SPJJ (Codice IATA = JAU) Aeroporto civile, Jauja
- SPJL (Codice IATA = JUL) Aeroporto civile, Juliaca
- SPJN (Codice IATA = SJA) Aeroporto civile, San Juan
- SPJR (Codice IATA = CJA) Aeroporto Mayot A.R. Iglesias, Cajamarca
- SPJU Aeroporto civile, Julcani
- SPLA Aeroporto civile, Louisiana
- SPLD Aeroporto civile, Celendín
- SPLG Aeroporto civile, Lagarto
- SPLN Aeroporto civile, Rodriguez de Mendez
- SPLO (Codice IATA = ILQ) Aeroporto civile, Ilo
- SPLP Aeroporto civile, Las Palmas
- SPLS Aeroporto civile, Zorrillos
- SPLT Aeroporto civile, Lobitos
- SPLV Aeroporto civile, Lago Verde
- SPMA Aeroporto civile, Marañón (fiume)
- SPME (Codice IATA = TBP) Aeroporto civile, Tumbes
- SPME Aeroporto civile, Tumbura
- SPMR (Codice IATA = SMG) Aeroporto civile, Santa Maria
- SPMS (Codice IATA = YMS) Aeroporto M.B. Rengifo, Yurimaguas
- SPMY Aeroporto civile, Dos de Mayo
- SPNA Aeroporto civile, Punta de Lomas
- SPNC (Codice IATA = HUU) Aeroporto David Fernandini, Huánuco
- SPNH Aeroporto civile, Laguna Choclococha
- SPNM Aeroporto civile, Nuevo Mundo
- SPNO Aeroporto civile, Ancón
- SPNP Aeroporto civile, Puno
- SPNR Aeroporto civile, Ricran
- SPNT Aeroporto civile, Intuto
- SPNU Aeroporto civile, Manu
- SPNZ Aeroporto civile, Santa Cruz
- SPOA (Codice IATA = SQU) Aeroporto civile, Saposoa
- SPOL Aeroporto civile, Collique
- SPOP Aeroporto civile, Poto
- SPOR Aeroporto civile, Orcopampa
- SPOS Aeroporto civile, Zorritos
- SPOV Aeroporto civile, Leon Velarde-Shiringayoc Mejia
- SPOY Aeroporto civile, Atico
- SPPA Aeroporto civile, Puerto Ocopa
- SPPG Aeroporto civile, Paramonga
- SPPH Aeroporto civile, Pampa Hermosa
- SPPL Aeroporto civile, Playa
- SPPM Aeroporto civile, Pomacocha
- SPPN Aeroporto civile, Palma de Pino
- SPPO Aeroporto civile, Pozuzo
- SPPP Aeroporto civile, Huanacopampa
- SPPT Aeroporto civile, Paititi
- SPPY (Codice IATA = CHH) Aeroporto civile, Chachapoyas
- SPPZ Aeroporto civile, Palcazu
- SPQI Aeroporto civile, Quiteni
- SPQJ Aeroporto civile, Jaqui
- SPQN Aeroporto civile, Requena
- SPQR Aeroporto civile, Quiruvilca
- SPQT (Codice IATA = IQT) Aeroporto CF SECADA / Coronel F.S. Vigneta, Iquitos
- SPQU (Codice IATA = AQP) Aeroporto Rodriguez Ballon, Arequipa
- SPRF Aeroporto civile, San Rafael
- SPRG Aeroporto civile, San Regis
- SPRM Aeroporto civile, San Ramon Cap. Alvarino
- SPRT Aeroporto civile, Rio Tigre
- SPRU (Codice IATA = TRU) Aeroporto civile, Trujillo
- SPRU Aeroporto civile, Truth Or Consequences
- SPSA Aeroporto civile, Casma
- SPSC Aeroporto civile, Sauce
- SPSE Aeroporto civile, Sepahua
- SPSF Aeroporto civile, San Francisco
- SPSH Aeroporto civile, Shatoja
- SPSI Aeroporto civile, Sihuas
- SPSJ Aeroporto civile, San Jose de Sisa
- SPSL Aeroporto civile, Lamas
- SPSM Aeroporto civile, Tsoying
- SPSO (Codice IATA = PIO) Aeroporto civile, Pisco
- SPSP Aeroporto civile, San Pablo
- SPSR Aeroporto civile, Santa Rosa
- SPSS Aeroporto civile, Masisea
- SPST (Codice IATA = TPP) Aeroporto civile, Tarapoto
- SPST Aeroporto civile, Tarauaca
- SPSY Aeroporto civile, Shiringayoc
- SPTA Aeroporto civile, Nauta
- SPTE Aeroporto civile, Termez
- SPTI Aeroporto civile, Puerto Inca
- SPTN Aeroporto civile, Tacna Per
- SPTN Aeroporto civile, Tacoma Mcchord Air Force Base
- SPTP Aeroporto civile, Talhar
- SPTQ Aeroporto civile, Torbat-E-Heidarieh
- SPTR Aeroporto civile, Tournay-Maubray
- SPTT Aeroporto civile, Tancos Air Base
- SPTU (Codice IATA = PEM) Aeroporto Padre Aldamiz, Puerto Maldonado
- SPTY Aeroporto civile, Tiong Chong
- SPUC Aeroporto civile, Huamachuco
- SPUR (Codice IATA = PIU) Aeroporto Capitan Concha, Piura
- SPVA Aeroporto civile, Hacienda El Valor
- SPVL Aeroporto civile, Caravelli
- SPVR Aeroporto civile, Vitor-San Isidoro
- SPYL (Codice IATA = TYL) Aeroporto El Pato, Talara
- SPYO Aeroporto civile, Pacasmayo
- SPZA Aeroporto civile, Nazca
- SPZH Aeroporto civile, Pachiza
- SPZK Aeroporto civile, Sotziki
- SPZO (Codice IATA = CUZ) Aeroporto Velazco Astete, Cusco
- SPZT Aeroporto civile, Chazuta

## SU - Uruguay
- SUAA – Aeroporto civile, Montevideo
- SUAG – Aeroporto di Artigas, Artigas (Cod. IATA: ATI)
- SUAN – Aeroporto civile, Barra de San Juan
- SUBU – Aeroporto civile, Bella Unión (Cod. IATA: BUV)
- SUCA – Aeroporto civile, Colonia del Sacramento (Cod. IATA: CYR)
- SUCM – Aeroporto civile, Carmelo
- SUDU – Aeroporto Santa Bernardina, Durazno (Cod. IATA: DZO)
- SUFB – Aeroporto civile, Fray Bentos
- SULS – Aeroporto Internazionale Capitán de Corbeta Carlos A. Curbelo, Laguna del Sauce (Cod. IATA: PDP)
- SUME – Aeroporto Ricardo de Tomasi, Mercedes
- SUMI – Aeroporto civile, Minas
- SUMO – Aeroporto civile, Melo (Cod. IATA: MLZ)
- SUMU – Aeroporto Carrasco - General Cesareo L. Berisso, Montevideo (Cod. IATA: MVD)
- SUPE – El Jagüel, Punta del Este
- SUPU – Aeroporto civile, Paysandú (Cod. IATA: PDU)
- SURB – Aeroporto civile, Río Branco
- SURV – Aeroporto Aeropuerto Departamental de Rivera, Rivera (Cod. IATA: RVY)
- SUSO – Aeroporto Aeropuerto Departamental de Salto, Salto (Uruguay) (Cod. IATA: STY)
- SUTB – Aeroporto civile, Tacuarembó (Cod. IATA: TAW)
- SUTR – Aeroporto civile, Treinta y Tres (Cod. IATA: TYT)
- SUVO – Aeroporto civile, Vichadero (Cod. IATA: VCH)

## SV - Venezuela
- SVAC (Codice IATA = AGV) Aeroporto civile, Acarigua
- SVAN (Codice IATA = AAO) Aeroporto di Anaco, Anaco
- SVAT Aeroporto civile, San Fernando Deatabapo-Amazonas
- SVBC (Codice IATA = BLA) Aeroporto General Jose A. Anzoategui Airport, Barcelona
- SVBI (Codice IATA = BNS) Aeroporto civile, Barinas
- SVBL Aeroporto civile, El Libertador
- SVBL Aeroporto civile, Maracaibo El Libertador Air Base
- SVBM (Codice IATA = BRM) Aeroporto civile, Barquisimeto
- SVBS (Codice IATA = MYC) Aeroporto civile, Maracay-B. A. Sucre
- SVBZ Aeroporto civile, Bruzual
- SVCB (Codice IATA = CBL) Aeroporto civile, Ciudad Bolívar
- SVCD (Codice IATA = CXA) Aeroporto civile, Caicara de Orinoco
- SVCH Aeroporto civile, Achaguas
- SVCI Aeroporto civile, Cachipo
- SVCJ Aeroporto civile, San Carlos-Cojedes
- SVCL (Codice IATA = CLZ) Aeroporto civile, Calabozo
- SVCN (Codice IATA = CAJ) Aeroporto civile, Canaima
- SVCO (Codice IATA = VCR) Aeroporto civile, Carora
- SVCP (Codice IATA = CUP) Aeroporto Gen. Jose, Carúpano
- SVCR (Codice IATA = CZE) Aeroporto civile, Coro
- SVCS Aeroporto Oscar Macha, Caracas
- SVCU (Codice IATA = CUM) Aeroporto Internazionale Antonio José de Sucre, Cumaná
- SVCZ Aeroporto civile, Carrizal Manuel Rios Air Base
- SVDP Aeroporto civile, La Divina Pastora
- SVED (Codice IATA = EOR) Aeroporto civile, El Dorado
- SVEZ (Codice IATA = EOZ) Aeroporto civile, Elorza
- SVFM Aeroporto La Carlota, Caracas
- SVGD (Codice IATA = GDO) Aeroporto civile, Guasdualito / Guasqualito
- SVGI (Codice IATA = GUI) Aeroporto civile, Guiria
- SVGU (Codice IATA = GUQ) Aeroporto civile, Guanare
- SVHG Aeroporto civile, Higuerote
- SVIC (Codice IATA = ICA) Aeroporto civile, Icabaru
- SVIE Aeroporto civile, Isla de Coche Miguel Salazar
- SVJC Aeroporto Josefa Camejo, Paraguana
- SVJM Aeroporto Guarico, San Juan de Los Morros
- SVKA (Codice IATA = KAV) Aeroporto civile, Kavanayen
- SVKM (Codice IATA = KTV) Aeroporto civile, Kamarata / Kammarata
- SVLF (Codice IATA = LFR) Aeroporto civile, La Fria
- SVLO Aeroporto Dependencia Federal, La Orchila
- SVMC (Codice IATA = MAR) Aeroporto La Chinita, Maracaibo
- SVMD (Codice IATA = MRD) Aeroporto Alberto Carnevalli, Mérida
- SVMG (Codice IATA = PMV) Aeroporto Internazionale dei Caraibi Santiago Mariño, isola Margarita
- SVMI (Codice IATA = CCS) Aeroporto SIMON BOLIVAR Aeropuerto Internacional del Centro, Caracas / Maiquetia
- SVMN Aeroporto Zulia, Mene Grande
- SVMP Aeroporto civile, Metropolitano Private
- SVMT (Codice IATA = MUN) Aeroporto civile, Maturín
- SVPA (Codice IATA = PYH) Aeroporto civile, Puerto Ayacucho
- SVPC Aeroporto civile, Pto. Cabello
- SVPC (Codice IATA = PBL) Aeroporto Bartolome Salom, Puerto Cabello
- SVPM Aeroporto civile, Paramillo Private
- SVPM (Codice IATA = SCI) Aeroporto Tachira/Pamarillo, San Cristóbal
- SVPR Aeroporto Manuel Car Piar, Guayana
- SVPT (Codice IATA = PTM) Aeroporto civile, Palmarito
- SVRS Aeroporto civile, El Gran Roque Dependencia Federal
- SVSA (Codice IATA = SVZ) Aeroporto civile, San Antonio
- SVSA Aeroporto civile, San Antonio-Tachira
- SVSB (Codice IATA = SBB) Aeroporto Barinas, Santa Barbara
- SVSC Aeroporto civile, San Carlos de Rio Negril-Amazonas
- SVSE Aeroporto civile, Santa Ana de Uairen
- SVSE (Codice IATA = SNV) Aeroporto civile, Santa Elena
- SVSO (Codice IATA = STD) Aeroporto Santo Domingo Airport / Air Base, Santo Domingo
- SVSP (Codice IATA = SNF) Aeroporto civile, San Felipe
- SVSR (Codice IATA = SFD) Aeroporto civile, San Fernando de Apure
- SVST (Codice IATA = SOM) Aeroporto Anzoategui, San Tome
- SVSZ (Codice IATA = STB) Aeroporto Zulia, Santa Bárbara del Zulia
- SVTC Aeroporto civile, Tucuruí
- SVTM (Codice IATA = TMO) Aeroporto civile, Tumeremo
- SVTM Aeroporto civile, Tumichucua
- SVTR Aeroporto civile, Temblador
- SVUM (Codice IATA = URM) Aeroporto civile, Uriman
- SVUQ Aeroporto civile, Uondquen
- SVVA (Codice IATA = VLN) Aeroporto ARTURO MICHELENA Zim Valencia Carabobo, Valencia de Venezuela
- SVVG (Codice IATA = VIG) Aeroporto Perez Alph, El Vigía
- SVVG Aeroporto civile, Merida-El Vigia
- SVVL (Codice IATA = VLV) Aeroporto Dr. Briceno, Valera
- SVVP (Codice IATA = VDP) Aeroporto Guarico, Valle de La Pascua

## SY - Guyana
- SYAH (Codice IATA = AHL) Aeroporto civile, Aishalton
- SYAN (Codice IATA = NAI) Aeroporto civile, Annai
- SYAP Aeroporto civile, Apoteri
- SYAW Aeroporto civile, Awaruwaunawa
- SYBR (Codice IATA = BMJ) Aeroporto civile, Baramita
- SYBT (Codice IATA = GFO) Aeroporto civile, Bartica
- SYEB Aeroporto civile, Ebini
- SYGH Aeroporto civile, Good Hope
- SYGT (Codice IATA = GEO) Aeroporto Timehri, Georgetown
- SYIB (Codice IATA = IMB) Aeroporto civile, Imbaimadai
- SYKA (Codice IATA = KAI) Aeroporto civile, Kaieteur
- SYKI Aeroporto civile, Kaow Island
- SYKK Aeroporto civile, Kurukabaru
- SYKM (Codice IATA = KAR) Aeroporto civile, Kamarang
- SYKR (Codice IATA = KRM) Aeroporto civile, Karanambo
- SYKS (Codice IATA = KRG) Aeroporto civile, Karasabai
- SYKT (Codice IATA = KTO) Aeroporto civile, Kato
- SYKW Aeroporto civile, Kwakwani
- SYLD Aeroporto civile, Linden
- SYLP (Codice IATA = LUB) Aeroporto civile, Lumid Pau
- SYLT (Codice IATA = LTM) Aeroporto civile, Lethem
- SYMB (Codice IATA = USI) Aeroporto civile, Mabaruma
- SYMD (Codice IATA = MHA) Aeroporto civile, Mahdia
- SYMM (Codice IATA = MYM) Aeroporto civile, Monkey Mountain
- SYMN Aeroporto civile, Manari
- SYMP Aeroporto civile, Mountain Point
- SYMR (Codice IATA = MWJ) Aeroporto civile, Matthews Ridge
- SYMW Aeroporto civile, Maruranawa
- SYNA Aeroporto civile, New Amsterdam
- SYOR (Codice IATA = ORJ) Aeroporto civile, Orinduik
- SYPR (Codice IATA = PRR) Aeroporto civile, Paruima
- SYTM Aeroporto civile, Timehri
- SYWI Aeroporto civile, Wichabai